# ماساشی ایشیباشی
ماساشی ایشیباشی (انگلیسی: Masashi Ishibashi; ۴ ژانویهٔ ۱۹۳۳ – ۸ دسامبر ۲۰۱۸) بازیگر، و کاراته‌کا اهل ژاپن بود.